# Sallie Martin
Sallie Martin (20 de novembro de 1895 - 18 de junho de 1988) foi uma cantora gospel chamada de "Mãe do Gospel" por seus esforços para popularizar as músicas de Thomas A. Dorsey e sua influência em outros artistas como Mahalia Jackson, Aretha Franklin, James Cleveland, Albertina Walker, Dinah Washington entre outros. Foi uma das precursoras do Gospel Pentecostal e ajudou na evolução dos estilos nas igrejas dos Estados Unidos.

## Biografia
Martin nasceu em Pittfield, Georgia, em 20 de novembro de 1895, onde foi criada como batista. Ela ingressou no movimento pentecostal quando jovem. Ela começou sua carreira cantando nas igrejas da Santidade depois de vir para Chicago em 1927.
O estilo de cantar áspero de Martin, combinado com o entusiasmo físico da igreja Holiness, quase a impediu de trabalhar com Dorsey, que desprezava o estilo de gritaria de muitos cantores do Holiness e relutava em contratar um cantor que não sabia ler música. Martin, no entanto, convenceu Dorsey, após três audições, a contratá-la como parte de um trio que ele havia formado para apresentar suas músicas às igrejas. Ela provou ser uma organizadora capaz, com um senso financeiro perspicaz, que comercializava as músicas de Dorsey, organizava suas finanças, desenvolveu novos caminhos para os negócios e ajudou a lançar a Convenção Nacional de Coros e Coros Evangélicos e Coros, Inc. (NCGCC).
Martin era uma artista de sucesso por si só, formando os Sallie Martin Singers, nos quais sua filha Cora Martin-Moore, Dinah Washington, então conhecida como Ruth Jones, e o Brother Joe May foram apresentados, em 1940, após uma disputa com Dorsey. Ela fundou sua própria editora, Martin and Morris Music, Inc., com Kenneth Morris (08/28/1917-1988), editora, arranjadora, compositora e inovadora de músicas gospel. Eles foram responsáveis por publicar uma série de padrões do evangelho, incluindo Just A Closer Walk With Thee (1940).
Martin se aposentou dos Sallie Martin Singers em meados da década de 1950, quando a tensão das turnês cresceu muito; o grupo continuou na estrada por várias décadas. Ela permaneceu uma força ativa no NCGCC, mesmo depois de sair sozinha e foi uma defensora vocal do Dr. Martin Luther King Jr. e de programas de saúde na Nigéria. Ela continuou sendo uma defensora vigorosa da música gospel e defensora de seu papel em trazê-la para as igrejas, como mostra sua aparição no filme de 1981 Say Amen Somebody.
Martin foi introduzido no GMA Gospel Music Hall of Fame em 1991.
Ela morreu em 18 de junho de 1988 em Chicago, Illinois.